# Litoral Norte Alagoano (tiểu vùng)
Litoral Norte Alagoano là một tiểu vùng thuộc bang Alagoas, Brasil. Tiều vùng này có diện tích 938 km², dân số năm 2007 là 58500 người.